# Jesús Capitán

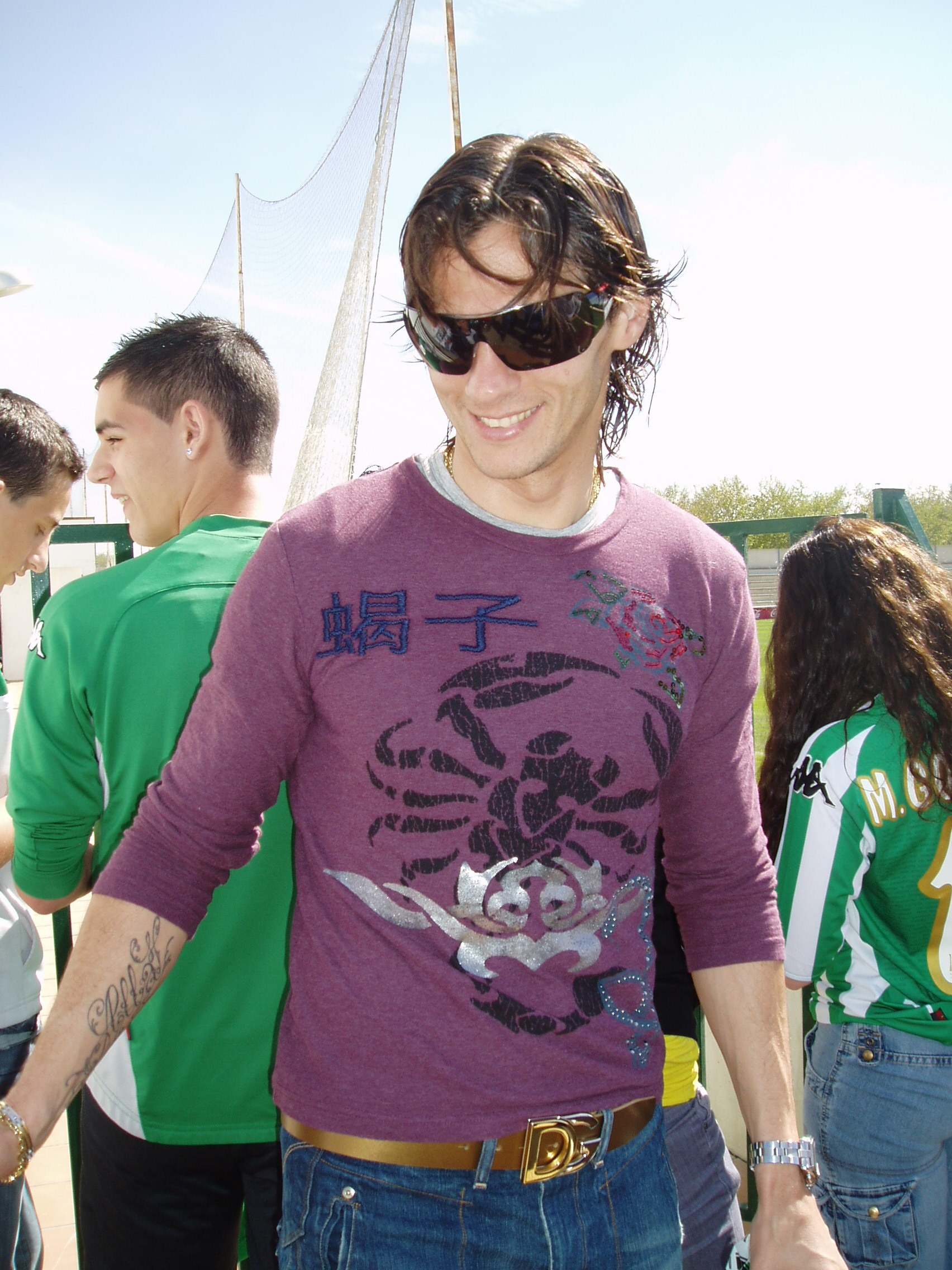
Jesús Capitán

Jesús Capitán, känd som Capi, född 26 mars 1977 i Camas, Sevilla, Andalusien, är en spansk före detta fotbollsspelare (offensiv mittfältare). 
Capi har spelat hela karriären för Real Betis så när som en säsong då han var utlånad till Granada CF. Han har spelat 97 matcher för reservlaget. Debuten i A-laget kom mot Valencia den 26 maj 1997. Han har sedan dess spelat mer än 160 matcher i La Liga.
Capi har gjort 4 landskamper för Spanien. Debuten kom 2002 mot Nederländerna.